# Maron
För andra betydelser, se Maron (olika betydelser).
Maron, i grekisk mytologi en enligt Homeros son av Euanthes och sonson av Dionysos, men anställd som Apollons präst i dennes helgedom vid berget Ismaros i Trakien.
Han förärade Odysseus det söta och starka vin, varmed denne sedan berusade cyklopen Polyfemos. Yngre sagor gör honom till son av Dionysos och ser i honom en det ljuva och berusande vinets heros. Maronsmyten är märkvärdig som företeende en beröringspunkt emellan de eljest väsentligen skilda Apollons- och Dionysoskulterna.